# Ideoroncus lenkoi
Espèce
Ideoroncus lenkoi est une espèce de pseudoscorpions de la famille des Ideoroncidae.

## Distribution
Cette espèce est endémique de l'État de São Paulo au Brésil,.

## Description
Les mâles mesurent de 1,7 à 1,8 mm.

## Étymologie
Cette espèce est nommée en l'honneur de Karol Lenko.

## Publication originale
- Beier, 1970 : Myrmecophile Pseudoskorpione aus Brasilien. Annalen des Naturhistorischen Museums in Wien, vol. 74, p. 51-56 (texte intégral).